# Alphabet bassa
Pour les articles homonymes, voir Bassa.

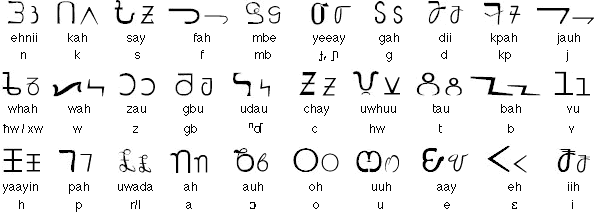
Caractères bassa

L’alphabet bassa, localement appelée Vah, est un système d’écriture utilisé en Afrique de l’Ouest, au Liberia, pour la transcription du bassa.

## Origines
Ses origines sont incertaines. Selon le site Omniglot, l’écriture bassa aurait été redécouverte, dans les années 1900, par le docteur Flo Darvin Lewis parmi les Bassas (en), descendant d’esclaves, du Brésil et des Antilles, qui l’utilisaient encore. Lewis apprit l’alphabet et une fois de retour au Liberia, il entreprit d’enseigner son usage.